# Kalifa Kambi
Kalifa Kambi (maio de 1955 - 20 de dezembro de 2011) foi membro do Parlamento Pan-Africano da União Africana na Gâmbia. Ele foi o Vice-Ministro da Agricultura.
Kambi representou Kiang West na Assembleia Nacional da sua eleição em 2002 a 2007.